# Aéroport international de Zaporijjia
Pour les articles homonymes, voir Zaporijjia (homonymie).
L'aéroport international de Zaporijia (en ukrainien : Міжнародний аеропорт "Запоріжжя", Mijnarodnyï aéroport "Zaporijia" ; en russe : Международный аэропорт "Запорожье", Mejdounarodny aeroport "Zaporojié" ; code IATA : OZH • code OACI : UKDE) est un aéroport desservant (avec les deux autres aérodromes environnants) la ville de Zaporijia, en Ukraine. Le constructeur de moteurs d'avion Motor Sich JSC y est basé.

## Situation
| Berdiansk Oujhorod Brody Ouman Kanatove Konotop Djankoï Tchouhouïv Kryvyï Rih Donetsk Sébastopol DniproVesseloïeBaheroveHorodokChersonèseGvardeïskoïeKatchaIvano-Frankivsk Izmaïl JovtneveJytomyr Koulbakino Kharkiv · Charcovie Khmelnytskyï Kherson KrementchoukKiev/Kyïv · Jouliany Kiev/Kyïv · Boryspil Kryvyï Rih Kolomya Loutsk Louhansk LvivMarioupol Mykolaïv Myrhorod Nijyn Odessa Poltava Rivne Sambir Simferopol Starokostiantyniv Tchernivtsi Vinnytsia Zaporijjia |

## Statistiques
Pour des raisons techniques, il est temporairement impossible d'afficher le graphique qui aurait dû être présenté ici.

Voir la requête brute et les sources sur Wikidata.

## Compagnies et destinations
| Compagnies                     | Destinations |
| ------------------------------ | --- |
| Anda Air                       | En saison charter: Tivat                                                                                          |
| AtlasGlobal                    | Istanbul En saison charter: Antalya                                                                               |
| Azur Air Ukraine               | En saison charter: Charm el-Cheikh                                                                                |
| Bravo Airways                  | En saison charter: Antalya, Monastir                                                                              |
| LOT Polish Airlines            | Varsovie-Chopin                                                                                                   |
| Motor Sich Airlines            | Kiev-Jouliany, Minsk En saison charter: Bourgas                                                                   |
| Pegasus Airlines               | Istanbul-S. Gökçen                                                                                                |
| Turkish Airlines               | Istanbul |
| Ukraine International Airlines | Kiev-Boryspil, Tel Aviv - Ben Gourion En saison : Batoumi-A. Kartveli En saison charter: Antalya, Charm el-Cheikh |
| Windrose Airlines              | En saison charter: Antalya                                                                                        |
| Yanair                         | En saison charter: Charm el-Cheikh                                                                                |

Édité le 06/03/2018